# Williams FW22
Williams FW22 (Frank Williams 22. vůz) byl vůz Formule 1 stáje Williams určený pro sezónu 2000. Tímto vozem začala spolupráce Williamsu a BMW, které se stalo novým dodavatelem motorů. S touto změnou přišlo i nové barevné řešení vozů Williams, které se změnilo na modro-bílou kombinaci ve stylu BMW.

## Popis
FW22 působil velmi nadějně, byl koncipován tak, aby aerodynamika odpovídala výkonu motoru. A po prvním závodě v Austrálii, kde skončil Ralf Schumacher třetí, se zdálo, že vůz bude překvapením sezóny. Toto očekávání bylo ještě podrženo skutečností, že ve druhém závodě v Brazílii bodovali oba jezdci a Jenson Button se stal dokonce do té doby nejmladším bodujícím pilotem. V následujícím závodě se však projevila i jistá uspěchanost ve vývoji, kterou způsobily nové motory jimž se kompletně přizpůsobilo aerodynamické řešení vozu. K těmto problémům se připojily i chyby ve zvolené strategii, takže v poháru konstruktérů obsadil Williams konečné třetí místo s velkou ztrátou na týmy Ferrari a McLaren.
Novým ředitelem se v této sezóně stal Gerhard Berger.

## Williams
- Model: Williams FW22
- Rok výroby: 2000
- Země původu: Spojené království
- Konstruktér: Patrick Head a Gavin Fisher
- Debut v F1: Grand Prix Austrálie 2000

## Technická data
- Délka: 4 540 mm
- Šířka: ? mm
- Výška: ? mm
- Váha: 600 kg (včetně pilota, vody a oleje)
- Rozchod kol vpředu: 1 460 mm
- Rozchod kol vzadu: 1 400 mm
- Rozvor: 3 140 mm
- Převodovka: Williams L 7stupňová poloautomatická sekvenční s elektronickou kontrolou.
- Tlumiče: ?
- Brzdy: AP racing
- Motor: BMW E41
  - V10 72°
  - Zdvihový objem: 2 998 cm³
  - Výkon 800cv/17800 otáček
  - Vrtání: ? mm
  - Zdvih: ? mm
  - Ventily: 40
  - Mazivo: Petrobras
  - Palivo: Petrobras
  - Váha: ? kg
  - Vstřikování BMW
  - Palivový systém BMW
- Pneumatiky: Bridgestone

## Piloti
- Ralf Schumacher 5. místo (24 bodů)
- Jenson Button 8. místo (12 bodů)

## Statistika
- 17 Grand Prix
- 0 vítězství (nejlépe 3. místo, 3x)
- 0 pole positions
- 36 bodů
- 3 x podium

## Výsledky v sezoně 2000
| Legenda k tabulce | Legenda k tabulce                                                                       |
| Barva             | Výsledek                                                                                |
| ----------------- | --------------------------------------------------------------------------------------- |
| Zlatá             | Vítěz                                                                                   |
| Stříbrná          | 2. místo                                                                                |
| Bronzová          | 3. místo                                                                                |
| Zelená            | Bodované umístění                                                                       |
| Modrá             | Nebodované umístění                                                                     |
| Modrá             | Dokončil neklasifikován (NC)                                                            |
| Fialová           | Odstoupil (Ret)                                                                         |
| Červená           | Nekvalifikoval se (DNQ)                                                                 |
| Červená           | Nepředkvalifikoval se (DNPQ)                                                            |
| Černá             | Diskvalifikován (DSQ)                                                                   |
| Bílá              | Nestartoval (DNS)                                                                       |
| Bílá              | Závod zrušen (C)                                                                        |
| Světle modrá      | Pouze trénoval (PO)                                                                     |
| Světle modrá      | Páteční testovací jezdec (TD)                                                           |
| Bez barvy         | Netrénoval (DNP)                                                                        |
| Bez barvy         | Vyřazen (EX)                                                                            |
| Bez barvy         | Nepřijel (DNA)                                                                          |
| Bez barvy         | Odvolal účast (WD)                                                                      |
| Bez barvy         | Nezúčastnil se (prázdné)                                                                |
| Označení          | Význam                                                                                  |
| Tučnost           | Pole position                                                                           |
| Kurzíva           | Nejrychlejší kolo                                                                       |
| †                 | Jezdec nedojel do cíle, ale byl klasifikován, protože odjel více než 90 % délky závodu. |
| ‡                 | Byl udělován poloviční počet bodů, protože bylo odjeto méně než 75 % délky závodu.      |
| Horní index       | Umístění bodujících jezdců ve sprintu                                                   |

| Rok  | Šasi     | Motor       | Pneu | Jezdci          | 1   | 2   | 3   | 4   | 5   | 6   | 7   | 8   | 9   | 10  | 11  | 12  | 13  | 14  | 15  | 16  | 17  | Body | Pořadí |
| ---- | -------- | ----------- | ---- | --------------- | --- | --- | --- | --- | --- | --- | --- | --- | --- | --- | --- | --- | --- | --- | --- | --- | --- | ---- | ------ |
| 2000 | Williams | BMW E41 V10 | B    |                 | AUS | BRA | SMR | GBR | ESP | EUR | MON | CAN | FRA | AUT | GER | HUN | BEL | ITA | USA | JPN | MAL | 36   | 3.     |
| 2000 | Williams | BMW E41 V10 | B    | Ralf Schumacher | 3   | 5   | Ret | 4   | 4   | Ret | Ret | 14  | 5   | Ret | 7   | 5   | 3   | 3   | Ret | Ret | Ret | 36   | 3.     |
| 2000 | Williams | BMW E41 V10 | B    | Jenson Button   | Ret | 6   | Ret | 5   | 17  | 10  | Ret | 11  | 8   | 5   | 4   | 9   | 5   | Ret | Ret | 5   | Ret | 36   | 3.     |